# Marineschandaal
Het zogenaamde Marineschandaal, was een zaak van fraude met geld van de Belgische marine. Nadat de zaak in 2006 bekend werd gaf ze in 2007 aanleiding tot een proces dat werd gehouden voor de correctionele rechtbank in Hasselt. Het proces werd historisch genoemd omdat voor de eerste maal in de geschiedenis van België een lid van de Koninklijke Familie, met name Prins Laurent, werd opgeroepen om te getuigen in een rechtszaak.

## Toedracht
Volgens het parket van Hasselt zouden de twaalf beklaagden (drie officieren en negen bedrijfsleiders) eindejaarskredieten van de Belgische marine door middel van valse facturen voor privédoeleinden gebruikt hebben. In totaal zou de fraude voor de geviseerde boekjaren 1996, 1997 en 1998 ongeveer € 2,2 miljoen bedragen. Een deel van dat bedrag, volgens de gerechtsdeskundige zo'n 7,5 miljoen Belgische frank (185.000 euro), zou zijn besteed aan de renovatie- en verfraaiingswerken (schilderwerken, plaatsen van tuinverlichting, aankoop van tapijten en meubilair) van "Villa Clémentine" in Tervuren. De Villa, die eigendom is van de Koninklijke Schenking, is niet enkel de woning van Prins Laurent maar huisvestte destijds ook de maatschappelijke zetel van het KINT. Ook de uitrusting van de twee dispensaria (dierenklinieken) in Brussel en Seraing beheerd door de Stichting Prins Laurent voor Dierenwelzijn en de inrichting van Prins Laurents secretariaat in het Koninklijk Paleis in Brussel zouden met de budgetten van de zeemacht zijn betaald. Er zouden ook illegale betalingen zijn geweest voor verbouwingen aan het privégedeelte van hoeve 'Sourbrodt' dat eigendom is van Noël Vaessen die tot 1999 de persoonlijke adviseur was van de prins.

## Beschuldigden
Van de twaalf beklaagden die op 8 januari 2007 voor de correctionele rechtbank moesten verschijnen waren er drie (militaire)  officieren en negen bedrijfsleiders. Volgens openbaar aanklager Erwin Steyls werd de ganse valse-facturencarrousel opgezet door twee spilfiguren Noël Vaessen en Marc Luypaerts. Een overzicht van de beschuldigden:
- drie officieren werkzaam op de aankoopdienst van de Marine stonden terecht als hoofdbeklaagde. Zij tekenden de vervalste of fictieve facturen af met 'gezien voor prestatie': Noël Vaessen, kapitein ter zee en sinds 2001 kolonel op rust. Hij was van 1993 tot 1999 persoonlijk adviseur van Prins Laurent. Daarna was hij twee jaar korpsoverste bij de marine.                                                                              Johan Claeys, kapitein, was een studiegenoot van Prins Laurent op de Koninklijke Militaire School. Andrea Vanden Abeele, adjudant was bediende bij de aankoopdienst.
- drie aannemers: vierde hoofdbeklaagde Marc Luypaerts, een gepensioneerd onderofficier bij de marine, was bevriend met Johan Claeys en tevens een goede kennis van Prins Laurent. Hij is oprichter en zaakvoerder van de firma’s 'LKT Light Solution' en 'LFT Tapijten' die gespecialiseerd zijn in schilder en decoratiewerken. Samen met zijn ex-echtgenote Lutgardis Kleutghen en lasthebber ad hoc Xavier Byvoet waren zij de officiële leverancier van de marine.
- vier onderaannemers: werden door Marc Luypaerts bij de marine aangebracht als leverancier van materiaal en diensten. In ruil zou Luypaerts hiervoor een commissieloon van 30 % hebben aangerekend.
- twee bedrijfsleiders werden beticht van het leveren van nepfacturen om btw te kunnen recupereren.

## Prins Laurent als getuige
Hoewel de zaak door de mogelijke betrokkenheid van prins Laurent in de Belgische media voor opschudding zorgde, werd de prins nooit in verdenking gesteld. Wel werd hij als getuige opgeroepen. Hoewel premier Verhofstadt verklaarde dat alleen de koning onschendbaar is, had prins Laurent onschendbaarheid als senator van rechtswege.
Koning Albert II verwees op 24 december 2006 in zijn kerstboodschap impliciet naar de affaire waarin de naam van prins Laurent was gevallen, met de verklaring dat niemand boven de wet stond. Naar aanleiding van het oproepen van Prins Laurent liet de woordvoerder van het Koninklijk Paleis, Michel Malherbe, verstaan dat de scheiding der machten gerespecteerd moest worden. De Koninklijke Schenking en de Civiele Lijst kregen wel het bezoek van de onderzoeksrechter. Procureur Rubens van Hasselt, liet weten dat de prins met de zaak niets te maken had.
Op 5 januari 2007 werd bekend dat de regering werkte aan een procedure waarbij de prins als getuige kon gehoord worden in de fraudezaak. Deze speciale regeling werd afgekondigd in de vorm van een Koninklijk Besluit. De tekst luidde: "De verschijning van Z.K.H. prins Laurent van België, als getuige in de zaak die momenteel hangende is voor de 18e kamer van de correctionele rechtbank van Hasselt onder het notitienummer HA.21.97.63000, wordt toegestaan. Dit besluit treedt in werking op 5 januari 2007".
Het Belgische Ministerie van Defensie stelde zich burgerlijke partij als een van de benadeelden bij de fraude.

## Proces
Op 8 januari 2007 besliste de voorzitster van de correctionele rechtbank, Christine Coopmans, dat de prins mocht komen getuigen op het fraudeproces en wel op dinsdag 9 januari om 9.30 u. Anderzijds meldde procureur Erwin Steyls dat hij de federale politie de opdracht zou geven om prins Laurent als getuige te verhoren, nog in de avond van 8 januari. Het verhoor werd afgesloten om 23.59 uur. 
Op 9 januari 2007, na een procedureslag tussen het parket en de advocaten, besliste de rechtbank dat de prins mocht verhoord worden, zoals iedere Belg. Ter zitting verklaarde hij dat hij wist dat het geld dat werd gebruikt om zijn villa te renoveren afkomstig was van de marine, maar dat hij geen enkele reden zag om fraude te vermoeden: hij had alle vertrouwen in zijn vleugeladjudant. De ondervraging duurde een kwartier. Bij de meeste vragen verwees de prins naar het proces-verbaal met de verklaringen die hij de avond voordien had afgelegd tijdens een verhoor door de politie. De prins werd bijgestaan door advocaat Erdman, een voormalig SP-politicus.
Op 13 februari 2007 werden de twee spilfiguren van de zwendel, met name Marc Luypaerts en Noël Vaessen, veroordeeld tot respectievelijk drie en twee en een half jaar gevangenisstraf, waarvan in beide gevallen zes maanden effectief. Vermits gevangenisstraffen van minder dan één jaar in België niet worden uitgevoerd, bleven ze derhalve op vrije voeten. Een week eerder werden de vier hoofdbeschuldigden al schuldig bevonden aan schriftvervalsing en verduistering van marinegeld. De twee andere hoofdbeschuldigden, Johan Claeys en Andrea Vanden Abeele, kwamen er samen met de overige beklaagden van af met een werkstraf, een boete of opschorting van straf.

## Reacties op het proces

### Politiek
In de marge van dit proces groeide in sommige politieke middens het idee om de dotaties te beperken tot de koning(in), de kroonprins(es) en hun overlevende partner en de rol van de koning meer protocollair te maken. Zo ging er een voorstel rond om de (in)formateur voor een nieuwe federale regering uit het parlement te laten komen in plaats van het initiatief aan de koning te laten.

Naar aanleiding van dit proces verklaarde de minister van Justitie Laurette Onkelinx in de kamercommissie Justitie dd 9 januari 2007, dat zij bereid was na te denken over het strafrechtelijk statuut van de prinsen en prinsessen, maar wilde dit debat niet aangaan terwijl het proces in Hasselt aan de gang was. Na het proces bestelde ze een rapport bij de procureur-generaal van Antwerpen in verband met de fraudezaak. Ze deed het om te kunnen antwoorden op vragen die haar gesteld konden worden in het parlement.
Premier Verhofstadt maakte verder bekend dat de dotatieregelingen van alle troonopvolgers opnieuw onder de loep zouden genomen worden. Prins Laurent stond op de 11de plaats voor de troonopvolging, maar zijn neef, Prins Amedeo, Aartshertog van Oostenrijk-Este en zijn nicht Prinses Maria Laura van België, beiden meerderjarig, stonden hoger (6de en 7de) in de lijn voor de Belgische troon en konden wellicht ook aanspraak maken op een dotatie. Ook de dotatie van Fabiola, de Koningin-weduwe, ten bedrage van 1 miljoen euro per jaar, kwam ter discussie te staan.

### Het Hof
Op 27 april 2007, bijna drie maanden na het proces, werd bekend dat Koning Albert II via de Civiele Lijst, € 185.000 had overgemaakt aan Defensie als vergoeding voor de 'onterechte verrijking' die de Koninklijke Schenking haalde uit de marinefraude. Omdat Prins Laurent de herkomst van het geld kende, vond de koning dat er een morele plicht bestond om het terug te geven.

### Noël Vaessen
In de nasleep hiervan publiceerde kolonel Vaessen in juli 2007 een boek genoemd "Een prinselijk proces" waarin hij een gedetailleerd maar weinig fraai beeld schetste van de koninklijke familie die inhalig, wereldvreemd, onderling verdeeld en machtsgeil zou zijn. Hoewel het boek door de traditionele media werd afgedaan als opportunistisch en onbetrouwbaar, is de inhoud ervan volgens koningskenner Jan Van den Berghe, gelet op de prominente en bevoorrechte positie van Vaessen als persoonlijk adviseur van Laurent, wel degelijk relevant.

## KINT
In het zog van de fraudezaak werd ook de dotatie aan het Koninklijk Instituut voor het Duurzame Beheer van de Natuurlijke Rijkdommen en de Bevordering van Schone Technologie (KINT) bekeken: als voorzitter kreeg de prins een uitkering die zijn onkosten moest dekken. Deze onkosten bedroegen in 2005 17.000 euro waarvan 10.000 euro brandstofkosten. In het Vlaams Parlement werden vragen gesteld over  deze vergoeding en de besteding ervan.
Vera Dua en Bert Anciaux waren de ministers die aan de wieg stonden van het project. Oorspronkelijk kreeg Prins Laurent de bezoldigde voorzittersfunctie als vorm van dotatie. Nadat de dotatie van de Prins wettelijk geregeld was, werden vragen gesteld over de werking van het instituut. Minister Peeters beval een doorlichting bij het Rekenhof. De Vlaamse bijdrage aan het KINT bedroeg in 2006: € 226.000, het Waalse Gewest betaalde € 257 000 en het Brusselse Gewest € 107 000. Het KINT ontving ook in totaal € 248.000 van sponsors, zoals Belgacom, Dexia, de Nationale Bank en de Brusselse Intercommunale Watermaatschappij.

De administratie Leefmilieu hield op vraag van de Vlaamse regering het KINT tegen het licht. Het rapport, medio februari 2007, stelde vast dat de wetenschappelijke projecten van een aanvaardbaar niveau waren. Toch formuleerde het rapport ook kritiek:
- de legitimatie van de projecten was niet altijd even duidelijk of even sterk (de vraag rees of niet beter andere instellingen deze projecten konden uitvoeren)
- een onderzoek naar de bodemerosie in België leverde nauwelijks informatie op
- de lange duurtijd van sommige projecten was discutabel
- sommige projecten leken in stilte uit te doven, zonder echt resultaat op te leveren
- de resultaten van de projecten vonden een beperkte verspreiding (vb een cd-rom over "de nachtvlucht van vleermuizen in Europa" was amper bekend).

Eind maart 2007 besliste de Vlaamse overheid de jaarlijkse basissubsidie voor de vzw KINT te verminderen van 170 000 naar 50 000 euro. Ze trok zich ook terug uit de beheerraad, met het argument dat zij ook niet zetelde in andere vzw's die projecten indienden of een subsidie kregen.